# Kleinit
Kleinit ist ein sehr selten vorkommendes Mineral aus der Mineralklasse der „Halogenide“ mit der chemischen Zusammensetzung (Hg2N)(Cl,SO4)·nH2O und damit chemisch gesehen ein wasserhaltiges Quecksilber-Stickstoff-Chlorid. Das in den runden Klammern angegebene Element Chlor und das Sulfat-Anion SO4 können sich in der Formel jeweils gegenseitig vertreten (Substitution, Diadochie), stehen jedoch immer im selben Mengenverhältnis zu den anderen Bestandteilen des Minerals. Strukturell gehört Kleinit zu den Doppelhalogeniden.
Kleinit kristallisiert im hexagonalen Kristallsystem, entwickelt aber nur kleine, isometrische bis kurzprismatische Kristalle von bis zu drei Millimetern Länge. Diese sind meist in Form von „Kristallrasen“ und krustigen Überzügen auf anderen Mineralen oder Muttergestein zu finden. Das Mineral ist durchsichtig bis durchscheinend und in reiner Form von hellgelber bis kanarien- oder schwefelgelber Farbe bei ebenfalls schwefelgelber Strichfarbe. Durch Fremdbeimengungen von Quecksilberoxid kann es auch eine orange Farbe annehmen und auch zonierte Kristalle mit gelbem Kern und orangem Rand sind bekannt. Der Glanz auf den Kristalloberflächen reicht von einem eher mattem Fettglanz bei orangen Varietäten bis zu einem kräftigen Diamantglanz bei rein gelben Varietäten.
Mit einer Mohshärte von 3,5 bis 4 gehört Kleinit zu den mittelharten Mineralen, die sich ähnlich wie das Referenzmineral Fluorit (4) leicht mit einem Taschenmesser ritzen lassen.

## Etymologie und Geschichte
Erstmals entdeckt wurde Kleinit auf einer Mineralprobe aus der Quecksilber-Lagerstätte nahe Terlingua im Brewster County des US-Bundesstaates Texas, die zunächst fälschlich als Terlinguait ausgezeichnet war. Arthur Sachs erhielt diese Probe zur näheren Untersuchung von Carl Hintze der zu dieser Zeit Direktor des Krantzschen Mineralien-Kontors war. Seine Untersuchungsergebnisse zum neuen Mineral publizierte Sachs 1905 in den „Sitzungsberichten der Königlich Preussischen Akademie der Wissenschaften“ und schlug den Namen Kleinit vor, zu Ehren des deutschen Professors der Mineralogie Carl Klein (1842–1907).
Typmaterial des Minerals wird in der Harvard University in Cambridge, Massachusetts und im National Museum of Natural History in Washington, D.C. (Katalog-Nr. 86639–86641, 86647) in den USA aufbewahrt.

## Klassifikation
Bereits in der veralteten 8. Auflage der Mineralsystematik nach Strunz gehörte der Kleinit zur Mineralklasse der „Halogenide“ und dort zur Abteilung der „Oxihalogenide“, wo er zusammen mit Eglestonit die „Terlinguait-Eglestonit-Gruppe“ mit der System-Nr. III/C.03 und den weiteren Mitgliedern Mosesit und Terlinguait bildete.
Im zuletzt 2018 überarbeiteten und aktualisierten Lapis-Mineralienverzeichnis nach Stefan Weiß, das sich aus Rücksicht auf private Sammler und institutionelle Sammlungen noch nach dieser alten Form der Systematik von Karl Hugo Strunz richtet, erhielt das Mineral die System- und Mineral-Nr. III/D.06-70. In der „Lapis-Systematik“ entspricht dies ebenfalls der Abteilung „Oxihalogenide“, wo Kleinit zusammen mit Aurivilliusit, Comancheit, Eglestonit, Gianellait, Hanawaltit, Kadyrelit, Mosesit, Pinchit, Poyarkovit, Tedhadleyit, Terlinguacreekit, Terlinguait und Vasilyevit eine eigenständige, aber unbenannte Gruppe bildet.
Die seit 2001 gültige und von der International Mineralogical Association (IMA) zuletzt 2009 aktualisierte 9. Auflage der Strunz’schen Mineralsystematik ordnet den Kleinit in die erweiterte Abteilung der „Oxihalogenide, Hydroxyhalogenide und verwandte Doppel-Halogenide“ ein. Diese ist allerdings weiter unterteilt nach den in der Verbindung vorherrschenden Kationen, so dass das Mineral entsprechend seiner Zusammensetzung in der Unterabteilung „mit Hg“ zu finden ist, wo es als einziges Mitglied die unbenannte Gruppe 3.DD.35 bildet.
Auch die vorwiegend im englischen Sprachraum gebräuchliche Systematik der Minerale nach Dana ordnet den Kleinit in die Klasse der „Halogenide“ und dort in die Abteilung der „Oxihalogenide und Hydroxyhalogenide“ ein. Hier ist er als einziges Mitglied in der unbenannten Gruppe 10.04.03 innerhalb der Unterabteilung „10.04 Oxihalogenide und Hydroxyhalogenide mit der Formel A2(O,OH)Xq“ zu finden.

## Kristallstruktur
Kleinit kristallisiert hexagonal in der Raumgruppe P63/mmc (Raumgruppen-Nr. 194) mit den Gitterparametern a = 6,76 Å und c = 11,07 Å sowie zwei Formeleinheiten pro Elementarzelle.
| Kristallstruktur von Kleinit |
| - mit Blickrichtung parallel zur a-Achse - mit Blickrichtung parallel zur b-Achse - mit Blickrichtung parallel zur c-Achse - in der kristallographischen Standardausrichtung |
| Farbtabelle: _ Hg 0 _ N 0 _ S 0 _ Cl 0 _ O |

## Eigenschaften
Kleinit ist positiv photochrom, das heißt im Tageslicht intensiviert sich seine Farbe und im Dunkeln nimmt er wieder seine Originalfarbe an.
Die optische Eigenschaft der Doppelbrechung von Kleinit ist temperaturabhängig. So ist das Mineral bei Normaltemperatur einachsig negativ, beim Erhitzen auf über 130 °C einachsig positiv und beim Erhitzen auf über 190 °C.
In kalter Salzsäure (HCl) löst sich Kleinit nur schwer, in warmer Salz- und Salpetersäure (HNO3) dagegen ohne Rückstand. In Ammoniumbromid (NH4Br) aufgelöst entsteht Ammoniak (NH3).

## Bildung und Fundorte

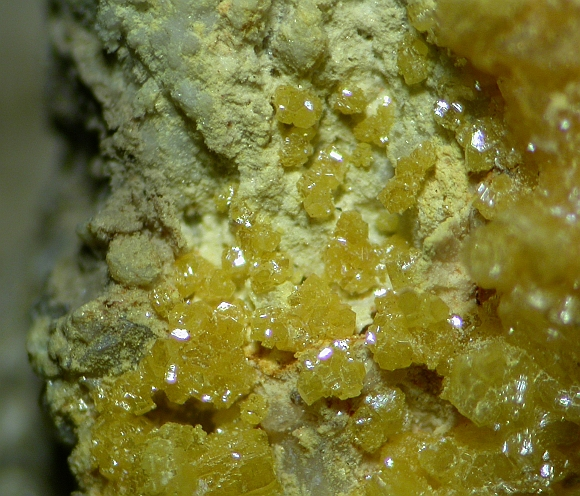
Schwefelgelbe Kleinitkristalle aus der McDermitt Mine, Nevada, USA (Sichtfeld 4 mm)

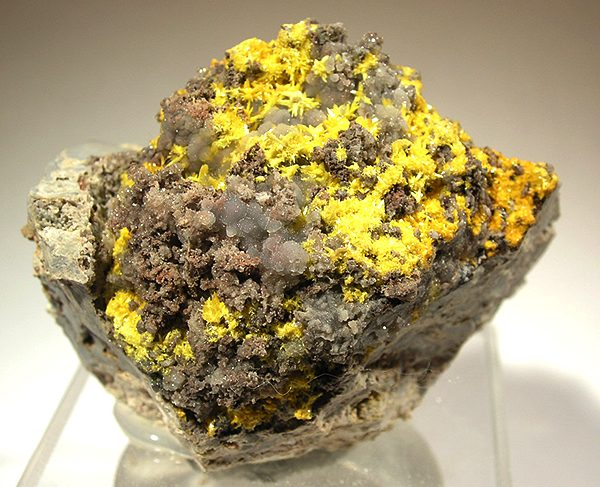
Seltener Fund gut entwickelten, nadeligen Kleinitkristallen auf Quarz aus der McDermitt Mine (Größe: 5,3 cm × 4 cm × 4 cm)

Kleinit bildet sich in der Oxidationszone von hydrothermal gebildeten Quecksilber-Lagerstätten. Als Begleitminerale können neben anderen Quecksilbermineralen wie beispielsweise Montroydit, Mosesit, Kalomel und Terlinguait unter anderem noch Baryt, Calcit und Gips auftreten.
Das Mineral konnte bisher (Stand 2021) nur in wenigen Proben aus weniger als 10 Fundorten nachgewiesen werden. Neben seiner Typlokalität Terlingua und der nahe gelegenen Mariposa Mine (auch California Mountain Mine) in Texas fand man Kleinit noch in der Quecksilbermine McDermitt bei Opalite im Humboldt County (Nevada) in den Vereinigten Staaten und am Moschellandsberg bei Obermoschel (Rheinland-Pfalz) in Deutschland.